# George Magan, Baron Magan of Castletown
George Morgan Magan, Baron Magan of Castletown (* 14. November 1945 in Delhi) ist ein konservativer Politiker und Mitglied des House of Lords.
Er stammt aus einer anglo-irischen Familie und ist der Sohn des Brigadiers Bill Magan, der Direktor von MI5 war. Er ging auf das Winchester College und wurde dann Buchhalter.
Seit 2003 war Magan Schatzmeister der Conservative Party Treasurer, heute (Stand 2004) ist er stellvertretender Vorsitzender der Conservative Foundation. Die Sunday Times Rich List schätzt sein Vermögen konservativ auf 60 Millionen £. Es wurde berichtet, dass er alleine 20 Millionen verdient habe an der 1995 erfolgten Übernahme von Hambro Magan durch Natwest Markets. Auf dem Höhepunkt der Hausse war er angeblich 200 Millionen schwer.
Magan war einer der Gründer von Hambro Magan und ist nun Minderheitsgesellschafter der Private-Equity-Firma Rhône Group. Er ist Direktor einer Reihe von weiteren Firmen, die sich im Investment-Banking- und Private-Equity-Bereich betätigen. Er ist auch Mitglied einer Reihe von internationalen Aufsichtsräten.
Er war beteiligt an der Gründung einer Stiftung für die National Society for the Prevention of Cruelty to Children und von 1996 bis 2001 war er Treuhänder des Royal Opera House.

## House of Lords
Am 25. Januar 2011 wurde er als Baron Magan of Castletown, of Kensington in the Royal Borough of Kensington and Chelsea, zum Life Peer erhoben und wurde am 27. Januar ins House of Lords eingeführt, wo er für die Tories sitzt.